# Ejido el Capulín
Ejido el Capulín är en ort i Mexiko, tillhörande Ixtapaluca kommun i delstaten Mexiko. Ejido el Capulín ligger i den centrala delen av landet och tillhör Mexico Citys storstadsområde. Orten hade 440 invånare vid folkmätningen 2010.